# Mario Maek
Mario Maek (* 14. November 1964) ist ein ehemaliger deutscher Fußballspieler. Der Vater von Kevin Maek agierte in seiner Laufbahn für den BFC Dynamo und den 1. FC Union Berlin.

## Sportliche Laufbahn

### Club- und Vereinsstationen
Mario Maek stammt aus dem Nachwuchsbereich des BFC Dynamo, für den er ab 1973 alle Jugendmannschaften durchlief. Mitte der achtziger Jahre schaffte der Abwehrspieler den Sprung in den Oberligakader des DDR-Rekordmeisters, mit dem er zwischen 1984 und 1987 viermal die DDR-Meisterschaft einfuhr. Das Finale des FDGB-Pokals erreichte er 1984 sowie 1985 zweimal, unterlag in beiden Endspielen der SG Dynamo Dresden.
Den Durchbruch zum Stammspieler erreichte Maek beim BFC nicht, absolvierte aber gegen Austria Wien, den FC Aberdeen sowie den AS Rom insgesamt sechs Einsätze im Europapokal der Landesmeister.

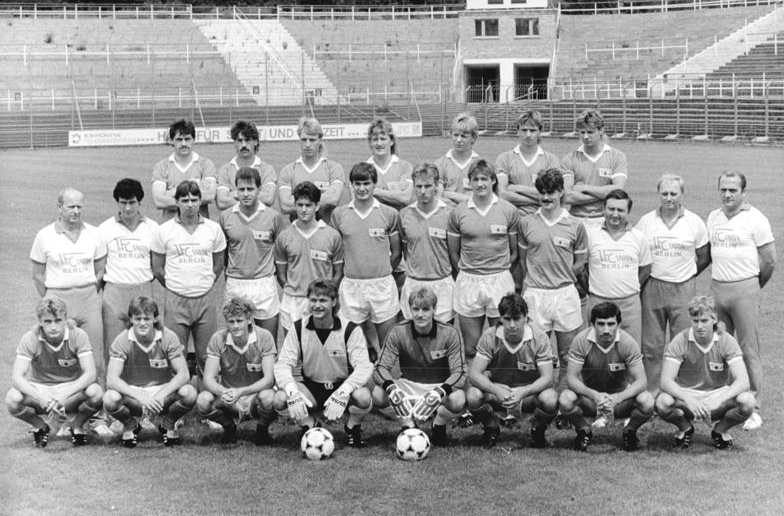
Maek (vordere Reihe, Fünfter von rechts) auf dem Mannschaftsbild von Union Berlin 1988/89

1988 wechselte Maek zum Lokalrivalen, dem 1. FC Union Berlin. Mit seinem ersten Tor für Union sicherte er in der Nachspielzeit beim FC Karl-Marx-Stadt den 3:2-Sieg und somit den Klassenerhalt in der DDR-Oberliga. In der Folgezeit blieb Maek bis 1994 in der Wuhlheide, verließ den Club aber mit der vom DFB verweigerten Zweitligalizenz.
Im Anschluss war Maek unterklassig bei Union 06 Berlin aktiv, kehrte ab 1995 wieder zum BFC Dynamo zurück.

### Auswahleinsätze
In die U-21-Nationalmannschaft der DDR wurde Maek Mitte der 1980er-Jahre berufen. In sechs Partien wurde er in der DFV-Nachwuchsauswahl zwischen Mai 1984 und September 1985 eingesetzt.

## Trainer- und Funktionärslaufbahn
Beim BFC fungierte Maek bis 2002 in unterschiedlichen Funktionen als Co-Trainer, Trainer sowie bis 2000 als Geschäftsführer. In der Folgezeit agierte Maek als Trainer beim unterklassigen SV Sparta Lichtenberg und als Altliga-Spieler beim Weißenseer FC.

## Statistik
- DDR-Oberliga: 58 Spiele (3 Tore)
- DDR-Liga: 48 Spiele (4 Tore)